# Douglas (Isle of Man)
 For alternative betydninger, se Douglas. (Se også artikler, som begynder med Douglas)
Douglas (manx: Doolish) er hovedstaden på den britiske kronbesiddelse Isle of Man i Det Irske Hav. Byen har 26.218 indbyggere baseret på en folketælling fra 2006, og er dermed øens klart største by, da den udgør optil en tredjedel af øens totale indbyggertal. Øens regering har sit hovedsæde i byen.
- Wikimedia Commons har flere filer relateret til Douglas (Isle of Man)